# Mistrzostwa Europy w Wioślarstwie 1938
38. Mistrzostwa Europy w Wioślarstwie odbyły się w dniach 2–4 września 1938 r. we włoskim Mediolanie. Zawodnicy rywalizowali w 7 konkurencjach wioślarskich na pobliskim jeziorze Idroscalo niedaleko lotniska Mediolan-Linate. 

## Medaliści
| Konkurencja                 | Złoto | Srebro | Brąz | Źródło |
| --------------------------- | --- | --- | --- | ------ |
| M1x (jedynka)               | Josef Hasenöhrl | Roger Verey | Ernest Rufli | [ 2 ]  |
| M2x (dwójka podwójna)       | Włochy Ettore Broschi · Giorgio Scherli | III Rzesza Eduard Paul · Ludwig Marquardt | Belgia Henri Anderssen · Ben Piessens | [ 3 ]  |
| M2- (dwójka bez sternika)   | III Rzesza Heinrich Stelzer · Rudolf Eckstein | Włochy Mario Lazzati · Ermenegildo Manfredini | Dania Richard Olsen · Viggo Olsen | [ 4 ]  |
| M2+ (dwójka ze sternikiem)  | Włochy Almiro Bergamo · Guido Santin · Guido Bettini (sternik) | III Rzesza Herbert Adamski · Gerhard Gustmann · Günther Holstein (sternik)                                                                               | Dania Knud Kolman · Hugo Grumme · Frode Christiansen (sternik) | [ 5 ]  |
| M4- (czwórka bez sternika)  | Szwajcaria Hermann Betschart · Oscar Neuenschwander · Werner Schweizer · Karl Schmid | Włochy Francesco Pittaluga · Luigi Luxardo · Gaetano Petrucci · Agostino Massa                                                                           | Dania Kaj Traulsen · Orla Teglers · Ole Secher · Leif Staunholt-Nielsen | [ 6 ]  |
| M4+ (czwórka ze sternikiem) | III Rzesza Paul Jung · Walter Gotthardt · Heinz Lückenga · Ulrich Kleiner · Fritz Bauer (sternik)                                                                                         | Włochy Angelo Isella · Mario Acchini · Guglielmo del Neri · Angelo Fioretti · Alessandro Bardelli (sternik)                                              | Węgry Géza Bodor · Ferenc Dunai · Imre Ladányi · Béla Nyilasi · István Gálik (sternik)                                                                                      | [ 7 ]  |
| M8+ (ósemka)                | III Rzesza Erich Buschmann · Herbert Buhtz · Walter Volle · Joachim Charlé · Fritz Braunsdorf · Hans-Joachim Hannemann · Walter Fuglsang · Eberhard Kösling · Carlheinz Neumann (sternik) | Węgry Miklós Luczay · Dezső Szabados · Imre Kapossy · Ernö Bartók · Gábor Alapy · Antal Szendey · László Szabó · Hugó Ballya · Ervin Kereszthy (sternik) | Włochy Alberto Bonciani · Ottorino Quaglierini · Oreste Grossi · Dante Secchi · Enzo Bartolini · Giovanni Persico · Dino Cecchi · Enrico Garzelli · Cesare Milani (sternik) | [ 8 ]  |

## Klasyfikacja medalowa
| Miejsce | Reprezentacja | Złoto | Srebro | Brąz | Razem |
| ------- | ------------- | ----- | ------ | ---- | ----- |
| 1.      | III Rzesza    | 3     | 2      | 0    | 5     |
| 2.      | Włochy        | 2     | 3      | 1    | 6     |
| 3.      | Szwajcaria    | 1     | 0      | 1    | 2     |
| 4.      | Austria       | 1     | 0      | 0    | 1     |
| 5.      | Węgry         | 0     | 1      | 1    | 2     |
| 6.      | Polska        | 0     | 1      | 0    | 1     |
| 7.      | Dania         | 0     | 0      | 3    | 3     |
| 8.      | Belgia        | 0     | 0      | 1    | 1     |
| Razem   | Razem         | 7     | 7      | 7    | 21    |